# 加贺号航空母舰
加贺號航空母舰（かが）改造自未完工的加贺号战列舰，1928年入役旧日本海軍。
日本侵华战争中，加贺号航空母舰参与了一·二八事变、淞沪会战等战役。1941年12月7日，加贺号参与了日本偷袭珍珠港的行动。
1942年6月5日，加贺号在中途岛海战中被美国海军重创后沉没。

## 舰名
加贺的命名源自日本古代令制国加贺国名，這與大部分是使用瑞獸命名的日本海軍航空母艦不同，這主要是因為她是由加贺级戰舰改裝，却沒有改名而沿用原本的战舰命名所致。

## 动工

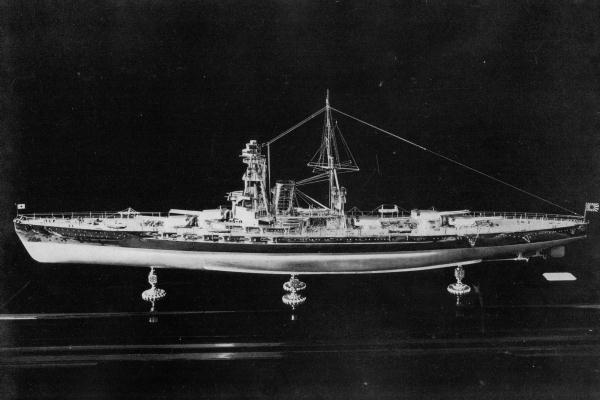
川崎造船廠所製作的戦艦「加賀號」想像完成模型

本艦原為八八艦隊計畫中第三艘建造的戰艦，1919年1月，海軍對川崎造船廠下令準備建造加賀號的前置作業，這也是川崎造船廠建造的第四艘戰艦。
1920年7月19日於神戶川崎造船廠以戰艦設計起造，1921年11月17日早上8點30分在作為天皇代理人的伏見宮博恭王及10萬民眾的觀禮中下水。按照原先設計，加賀級戰艦為當時剛完工的長門級改良型，不但裝備了更強大的五座41公分聯裝艦炮，最高航速也達26.5節。然而在1922年签订的华盛顿海军条约限制下日本決定将計畫中天城級戰鬥巡洋艦改装为航空母舰，加賀級因艦體設計較為粗短相對不適合改裝成航艦，而被列入廢艦的行列。於是1922年2月5日，建造加賀號的工程停止，並列入靶艦作為新型魚雷與砲彈之實驗品，已經下訂的資材則轉用給天城級改裝航空母艦的作業中，她與姊妹艦土佐號已經建好的船體則不做拆解，預計當作魚雷實驗靶船，測試水下傷害對大型軍艦的影響。

## 改造航母
1923年，日本发生关东大地震，在船厂的天城號航空母舰震落船台，导致龙骨扭曲而报废。原定停建销毁的戰艦“加贺”遂被指定改造为航空母舰以接替“天城”。原本泊於橫須賀準備拉到外海當靶艦的加賀號因此拖入海軍工廠船塢內，進行航艦改造工程。1923年11月19日，日本政府正式向簽約列強通報改造赤城號及加賀號的事項；同日，翔鶴號航空母艦的興建計畫亦宣告終止。

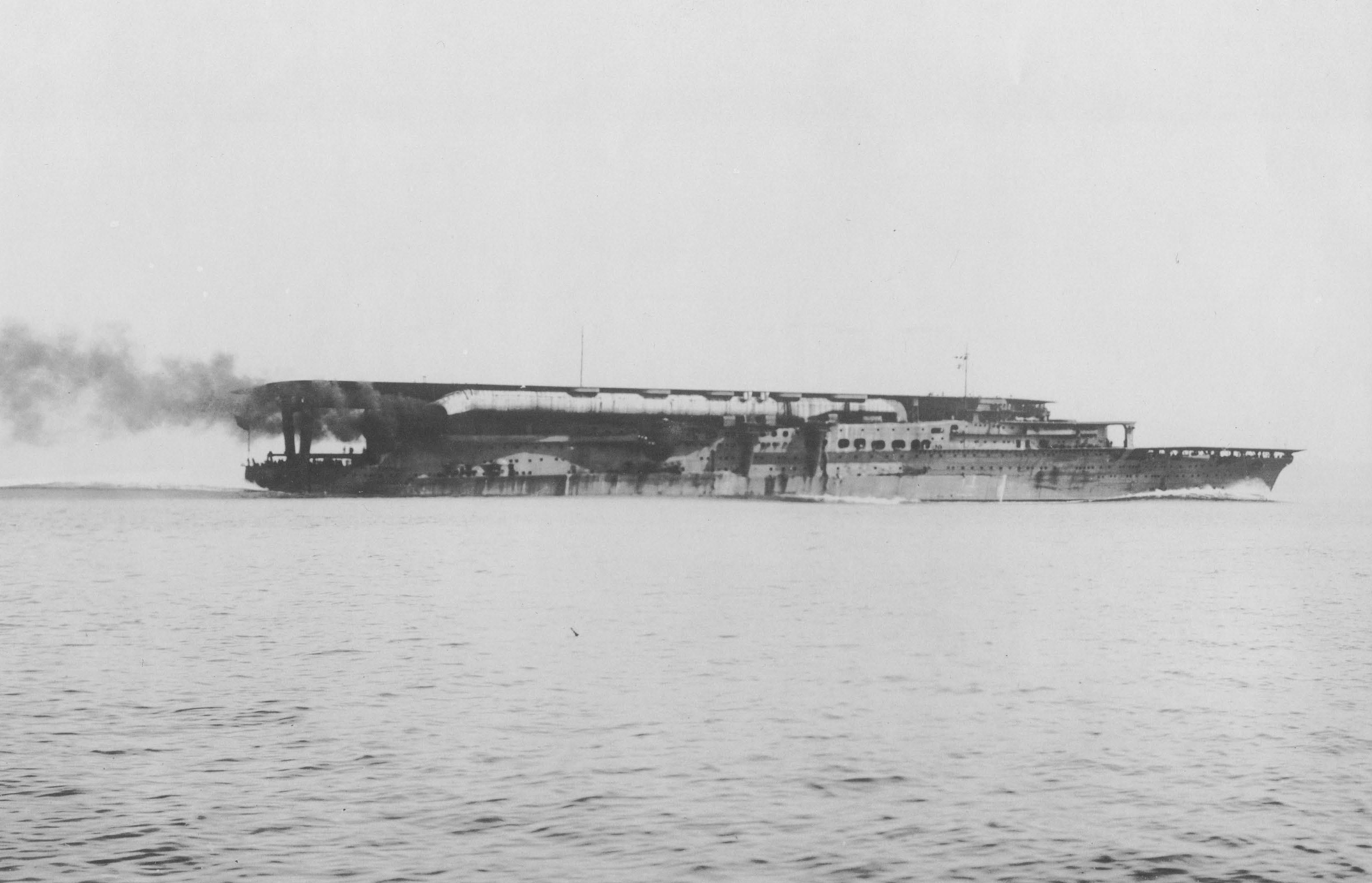
1928年的加贺号

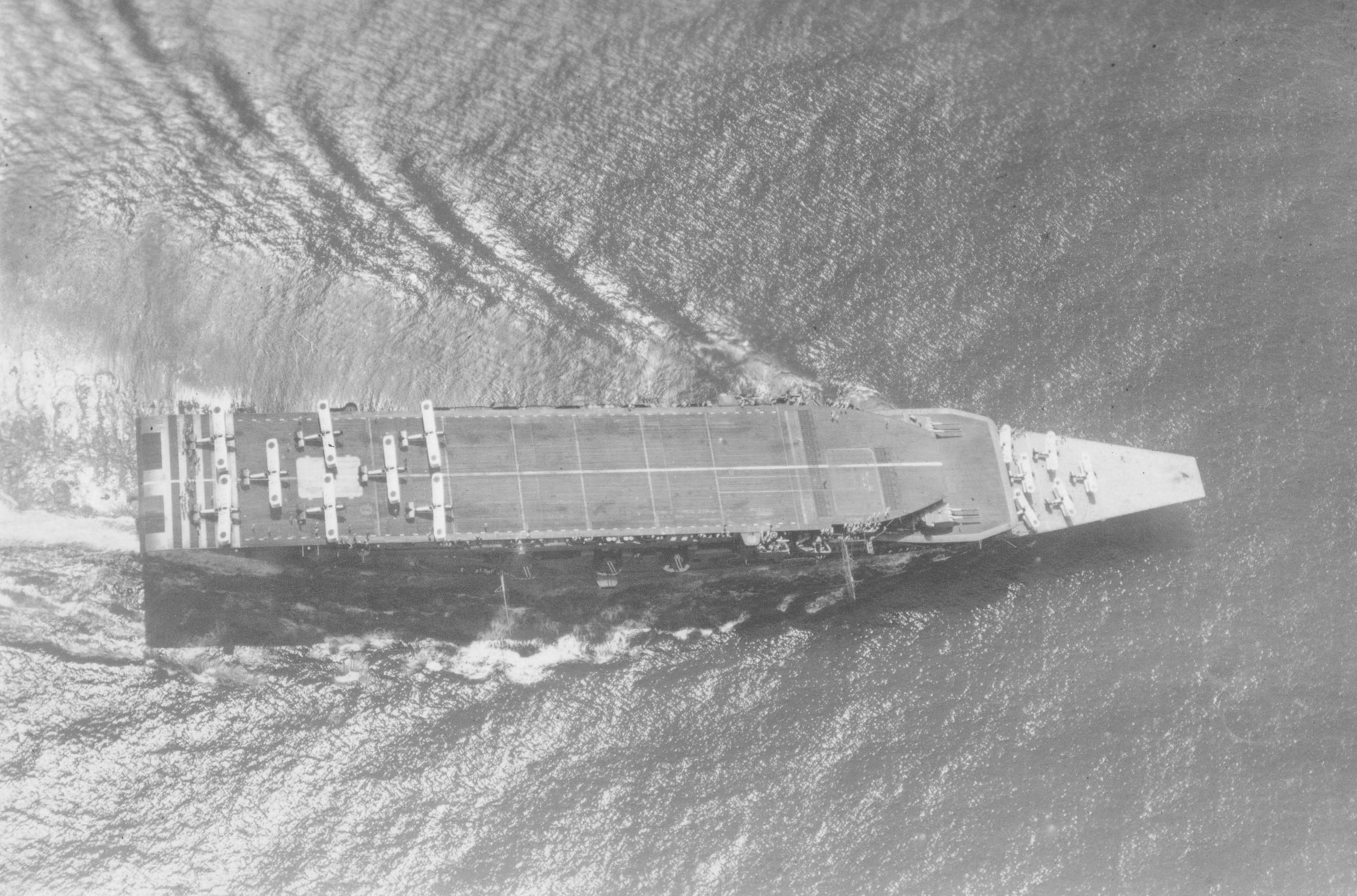
俯瞰加贺号的三段式甲板，摄于1930年

由于加贺号的改造在计划之外，艦政本部耗費不少時間重新繪圖，直到1925年才正式動工。加贺号于1928年3月31日下水，1929年11月30日編入橫須賀鎮守府第三艦隊服役，艦內神社供奉白山比咩神社；加賀號改造成航艦的最初方案將是一艘全長217.93公尺（715呎）、最大船寬33.52公尺（110呎）、標準吃水船寬30.87公尺（101呎3寸）、吃水6.67公尺（21呎9寸）、排水量26,950公噸、20cm砲10門、12cm砲6門、12cm高射炮12門、艦載機36架、滿載極速27.6節的航空母艦。
“加贺”号航空母舰的布局形式与赤城号相似，採用雙層機庫，且受英國皇家海軍暴怒號航空母艦的兩段式飛行甲板影響而採用3層飛行甲板的三段式構造。三段式的想法是將起飛、降落的空間隔開，最上層甲板作為降落用、第二層甲板作為戰鬥機等小型機種起飛用、最下層也是最長距離的甲板則作為轟炸機等重型機種起飛用，藉此提高出擊及回收效率。加贺号改造時將艙間簡化，以犧牲艦體損管控制的代價下獲得日本帝國海軍航艦中最大容量的艦載機搭載能力。艦載機降落制動索則是從法國購買，使用與貝亞恩號航空母艦同款的橫向攔截索。
不過，三層甲板的想法低估了航空工業的進步速度，1930年代初的飛機又比1920年代要更大更重，需要的降落空間與指揮裝置也就更加複雜；為了方便管制飛行作業，加賀號在1932年在前升降機右舷增設了塔型艦橋充當飛行指揮所使用。
加賀號的主機是由川崎製造，英國設計的柯蒂斯-布朗式蒸氣渦輪機，戰艦時代評估91,000匹馬力的輸出可以滿足時速26.5海里，但因為改裝成航空母舰後滿載重量減輕到33,693長噸，因此在不改良輪機的前提船艦極速提高到27.5節。加賀號的鍋爐則採用12部ロ号(B型)艦政本部式鍋爐，操作壓力為20公斤/平方公分(2,000 kPa ; 280 psi)。其中8部專燒重油，4部油煤混燒，攜帶8,000長噸的重油與1,700長噸的煤炭。因此續航力較為不足。

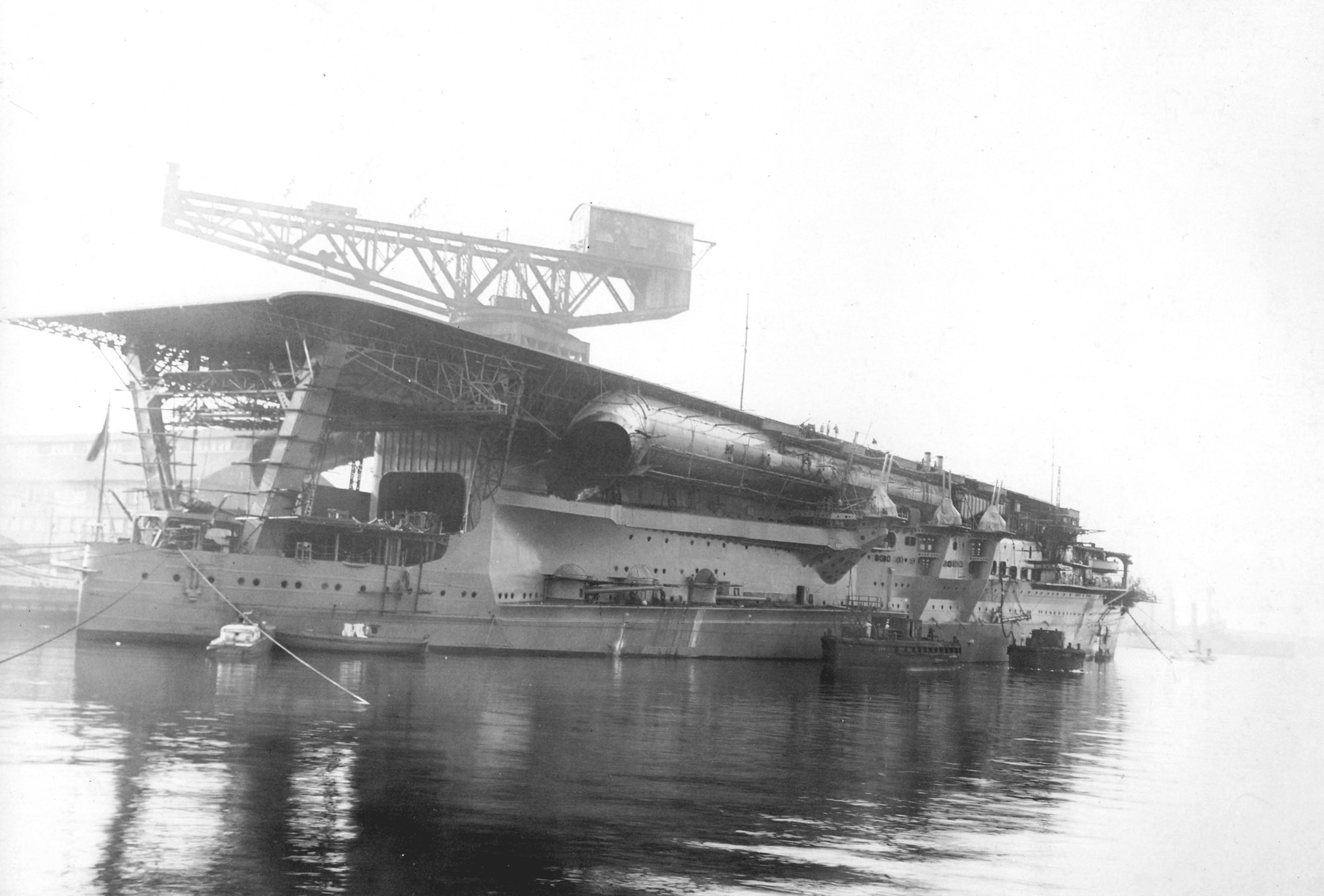
早期艦尾巨大排煙管

加賀號建造時日本海軍仍然摸索最適合的航艦煙囪設計，鳳翔號的經驗發現可動煙囪成效不佳，赤城號的經驗認為設置在右舷的煙囪排煙會影響戰機的起降，當時研發艦體設計的霞浦技術研究所使用風洞也找不出更好的答案；因此加賀號的煙囪有別於鳳翔和赤城，採取另一種假設設計。加賀號的左右兩舷裝設巨大排煙管，側舷延伸到舰尾，試圖將煙引導致艦艉排放，這項設計則是參考百眼巨人號航空母艦而來。這卻引發甲板與住艙的鄰近區域平均攝氏40度的高熱問題，同時引導到艦尾的廢氣仍然會干擾降落作業，這項設計在當時的航艦中堪稱失敗。加賀號同样安装重巡洋艦級的200公厘艦砲，其用途為壓制以魚雷奇襲艦隊的水面艦。

## 現代化改裝
加賀號的艦體配置缺失要比赤城號來的嚴重，因此先一步排入現代化改裝工程之列。1933年10月20日，加贺號被列為預備艦，并從1934年6月25日開始在佐世保海军造船廠進行改造，直至1935年6月25日完成。原設計以美國海軍的列克星敦級航空母艦為範本，但在友鶴事件後，所有日本船艦都進行重心的再計算。為了減少加賀號的側風面積，日本海军全面放棄类似列克星敦級航空母艦的艙面甲板設計，改用與赤城號類似的設計。
近代化改裝後，加賀號成為信濃號服役之前日本拥有过的噸位最大的航空母艦。与按巡洋戰艦設計的赤城號相比，原設計為戰艦的加賀號艦體比例較粗短而極速較慢，但也可以裝設最寬敞高聳的飛行甲板，从而具备日本海軍航艦中最佳的不良天候耐性。
加贺号的烟囱原本延伸至舰艉，占用空間過多，亦导致艦內的高温環境。改造后的加贺号采用与“赤城”号相同的伸向舷外往海面大幅彎曲的横卧式烟囱。這個修改讓加賀號減輕了100噸的重量，減少艦載機降落時亂流問題，也解決煙囪旁的士官兵住艙及飛行甲板的高熱問題。加賀號同時進行主機更換，鍋爐改成8座新型重油鍋爐（ロ号艦本式缶），鍋爐壓力22公斤/平方公分 (2157 kPa; 313 psi)，操作溫度300度，燃料槽也隨之進行改裝，重油搭載量略增至7500長噸(7620公噸)。2具英製布朗-柯蒂斯式渦輪機（brown curtis turbine）更換為國產的艦政本部式渦輪機，輸出動力增長為127400匹軸馬力。此外，加賀號艦尾也被略微延長以符合流體力學要求，降低航行阻力。

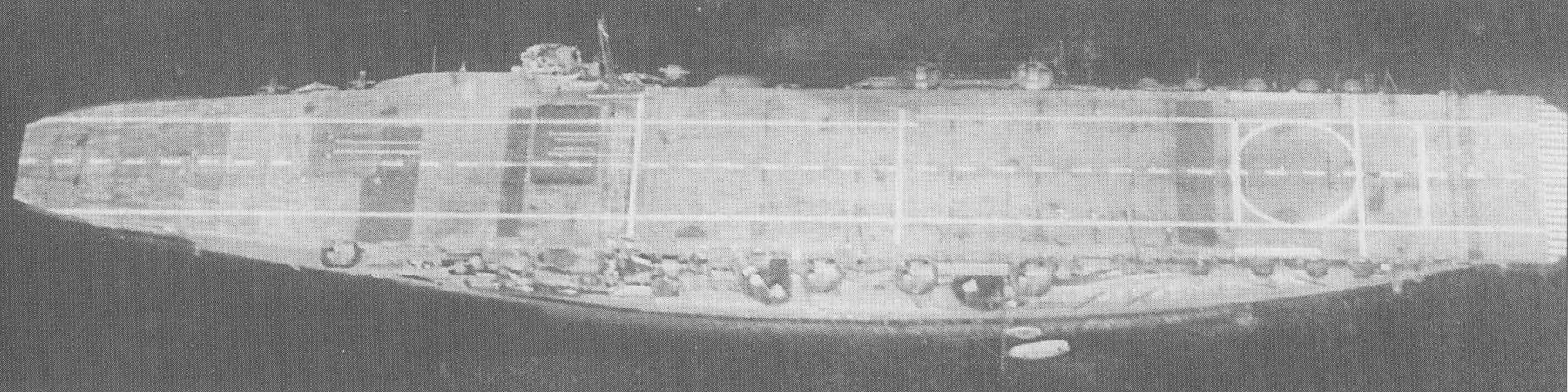
大改装後的飞行甲板

加贺号原有跑道过短，无法适应新型飞机的起降，因此被改装为全通式飞行甲板。不实用的中下两层飞行甲板则被取消。飞行甲板延伸至舰首以立柱支撑；甲板面積7000.1平方公尺，在信濃號完工以前居於日本航艦之冠。飛行甲板前方为飛機彈射器預留了裝設空間。據當時在海軍航空技術廠服務的小福田晧文證實，彈射器曾在1941年9月底裝艦，於長崎附近海域測試；不過評估認為彈射器尚未達到可用標準，很快就被拆掉；日本的彈射機则到加贺号被擊沉时仍未研發完成。升降机增為3座。艦島設於艦體右舷，便于与“赤城”（岛式舰桥设在舰体左舷）编队并行时各自的飞机起飞、降落。而且艦橋為了維持重心標準的設計考量下只裝設最低限度航行指揮所需設備，沒考慮到航空戰鬥指揮，相當克難。

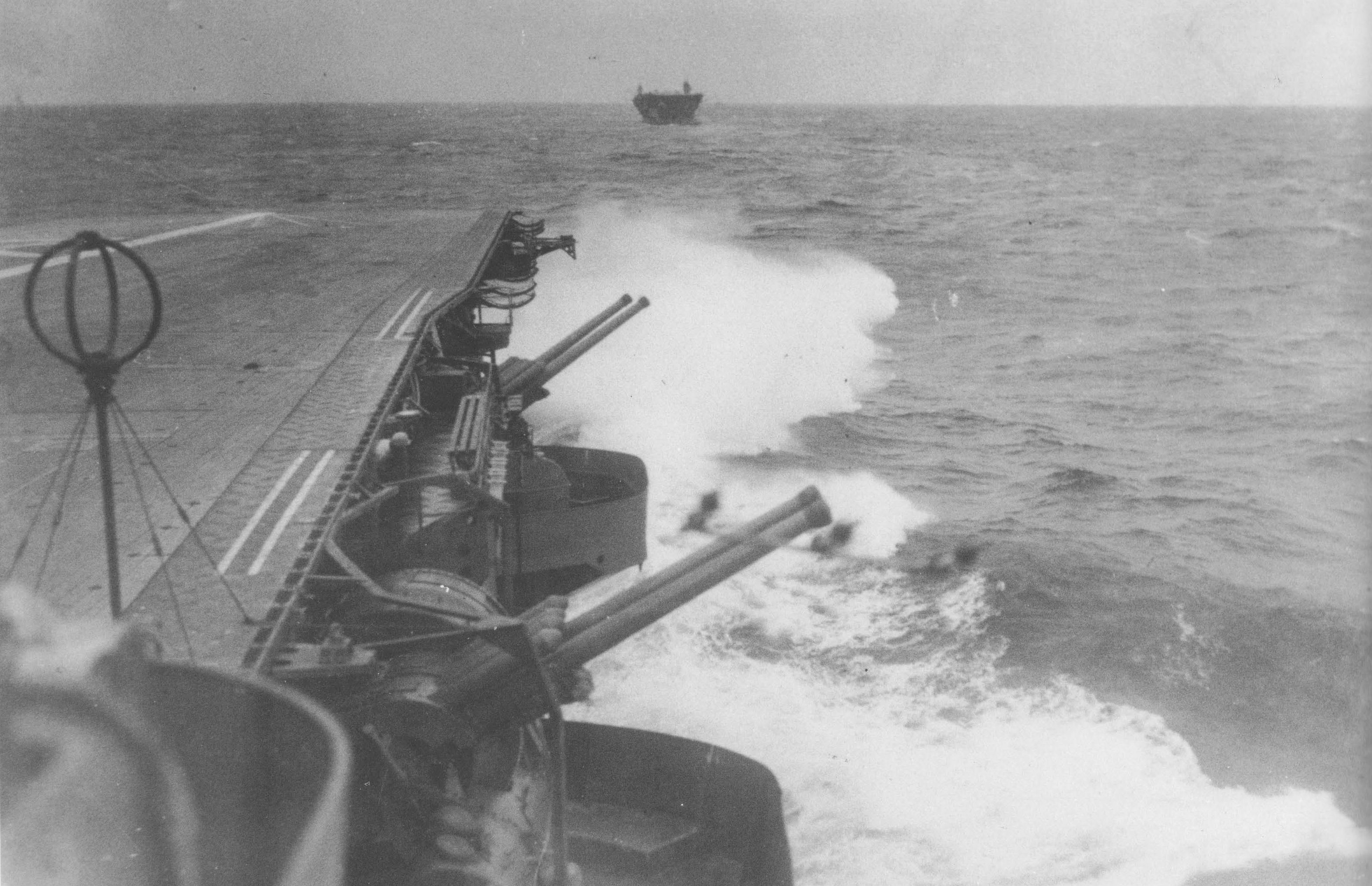
瑞鹤号搭载的八九式127公釐高射炮，远处为加贺号

艦艇武裝方面，舊式120公厘雙連裝高射炮被替换为新型127公厘雙連裝高射炮，炮位提高讓高射炮火網可掩護僚艦；拆除了雙聯裝砲塔後，又另外增設4門城廓式單裝200公厘砲，使200公厘主炮仍維持10門，在帳面上是當時日本航空母艦火力的首位，但是城廓式砲座設置在艦尾，大部分射界都被艦體擋住。
改良後的加賀號在艦載機運作能力大幅提升，但軍艦的安全問題並沒有得到根治。加賀號仍存在一些設計缺點：一、汽油的燃點低與揮發性強，儲存安全性遠低於重油，但加賀號重油油槽的儲存結構被直接挪用于航空汽油的儲存，汽油槽整合在艦體結構中而無額外加固，遭到攻擊時，儲存槽變形很容易讓油氣外洩；二、加賀號的機庫是在既有船體結構上加設，因此採用全封閉結構強化安全性，但日本航艦教範要求飛機的加油與掛彈要在機庫進行，這些後勤整備無可避免地將會讓一些燃料氣體逸漏，在封閉式機庫的運作中容易增加易燃氣體濃度；三、在二戰前日本航艦的滅火系統在效率低下，損管指揮設計沒有冗餘，這都降低了艦艇承擔戰損的能力。
對航空艦隊指揮官而言，加賀號的問題主要在於輪機效率不足。尽管引擎輸出有所提升，但改良後的加賀號的航速在日本正規航艦中仍為倒數，甚至比起1930年代中建造的翔鶴級慢上不少。袭击珍珠港前夕，第二航空战队长山口多闻认为加賀號机动太慢，建议将其从攻击序列中排除。但是一航战人员是日本海军中参战经验最丰富的，因此加贺号仍得以参战。赤城、飞龙、苍龙则通过增加額外攜帶大量油筒的方式以保障加贺号的续航。

## 实战

### 第一次上海事变
加贺號服役之初因日本航空母艦數量不足而未編入航空戰隊之內。1932年，一·二八事變爆發，加贺號以混合艦隊的方式編入對上海作戰的第三艦隊戰列，同時佈署的航空母艦還有鳳翔號。當時加賀號載有16架三式艦上戰鬥機和32架十三式艦上攻擊機。
1932年1月31日，加賀號到長江口並派出17架飛機在虹橋機場上空示威，隨後的一個月內艦載機部隊對上海戰場的國民革命軍實施空中打擊。當時艦上的三式艦上戰鬥機除了對上海轟炸外亦發動了史上第一次的艦載戰鬥機空戰。2月5日，6架三式艦上戰鬥機及4架十三式艦上攻擊機與中華民國空軍的4架O2U海盜式偵察機發生空戰，但是雙方皆未遭到擊落。2月22日和26日，加賀號的數架艦載機分別轟炸了蘇州和杭州；22日，在蘇州上空，加賀號所屬3架三式艦戰護送3架十三式艦攻時再度發生空戰，生田乃木上尉、黒岩利雄航空中士所駕駛的三式艦戰共同擊落了美國籍駕駛員蕭德所駕駛的波音218（波音P-12戰鬥機外銷型）。26日，加賀號的2架十三式艦上攻擊機在攻擊機場時遭到擊落，無論是擊落對手還是遭到擊落加賀號的艦載機部隊都是首開日本帝國海軍之先；在同年3月3日停火協議生效後，加賀號返回日本恢復訓練任務。

### 第二次上海事变
1935年大改裝後，因為龍驤號的服役讓航空母艦的數量得以補齊，加賀號編入第二航空戰隊，隨後因蒼龍號、飛龍號服役編入二航戰，改編入因實施現代化改造而調離現役之赤城號而形成戰力空窗期的第一航空戰隊，並成為戰隊旗艦，編制艦載機為16架九O式艦上戰鬥機、16架九四式艦上轟炸機、28架八九式艦上攻擊機。

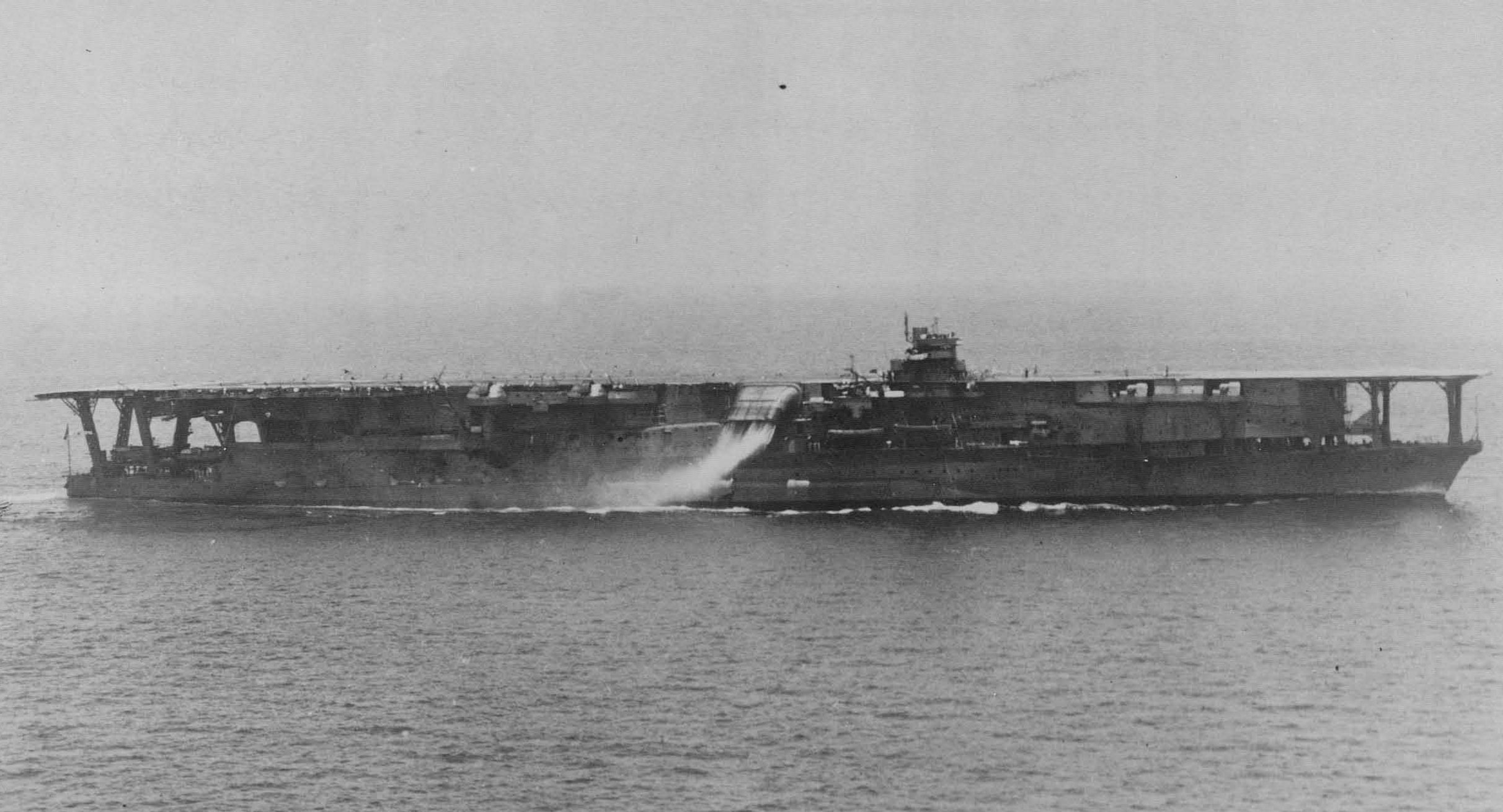
1936年的加贺号

1937年7月盧溝橋事變後，加賀號再度到上海外海支援日軍作戰；不過在1932年的勝利經驗下，加賀號上的航空部隊參謀並沒有意識到對手的進步，當時駐艦的第一航空戰隊參謀城英一郎中校甚至向大本營上呈「只要利用航空部隊奇襲、日華事變可在三日內結束」這等樂觀判斷。然而，海軍參謀們很快地就發現自己的評價看走眼，1937年8月15日，加賀號第一天進行作戰便遭到嚴重損失：加賀號45架艦載機企圖空襲中國空軍學校——筧橋機場，被中國21架飛機攔截，損失了8架八九艦攻與2架九四艦轟，其它輕重損傷不計，艦攻隊隊長岩井庸男少校戰死，攻擊機隊在8月15日陣亡了20人，這是加賀號在中國戰線最慘的一次失敗。當日攻勢由於攻擊機隊的過度輕敵，並無申請戰鬥機掩護，海軍航空本部教育部長大西瀧治郎建言下日本海軍高層緊急調度九六式艦載戰鬥機給加賀號。8月22日，第一批6架九六艦戰由新鄉英城中尉帶隊，駕駛員有小田喜一、半田亘理、稲葉武雄、高橋宗三郎等飛行士官。同天由中島正中尉率領一批2架的的九六艦戰編入加賀號，才挽回嚴重的交換比。中島中尉則在9月4日的空戰中率領另1架九六艦戰與四大隊之3架霍克三發生空戰，成功擊墜由鄭少愚中尉駕駛的霍克三，首開九六艦戰在中國戰場的勝利成績。
在增援機隊到位後，8月26日加賀號將艦載機轉場到陸上基地，短暫的返回佐世保，8月27日再度啟航返回中國戰場。日軍在上海陸地戰線逐漸穩定後，開始將編制在航空母艦上艦載機轉場到陸上基地；9月15日加賀號的艦載機部隊：6架九六艦戰、6架九十艦戰、18架九四艦轟、18架八九艦攻更換駐地至上海公大機場以便轟炸南京，加賀號在8月底到9月底的主要任務是對上海的陸軍部隊提供空中支援，以及炸射長江下游的中華民國海軍艦隊，江陰要塞封鎖線集結的艦隊群成為這段時間作戰的最大規模戰鬥。從9月20日1900時，中國方面艦隊指揮官長谷川清下令第二空襲部隊所屬加賀號航艦與第五空襲部隊（駐公大機場）對揚子江中游江陰要塞停泊的中華民國艦隊發動攻擊。此役加賀號將48架艦載機移編給第二聯合航空隊運用。
9月21日原定發起轟炸，但是因天候不佳而攻擊中止。9月22日中午，第二聯合航空隊派遣12架九二式艦上攻擊機（攜帶60公斤炸彈）、6架九五式艦上戰鬥機發動該日第一波攻勢，九二艦攻以水平投彈攻擊，並回報直接擊中平海號輕巡洋艦2發炸彈、至近彈1發。同日下午，加賀號所屬攻擊機派出7架九六艦攻（攜帶30公斤炸彈），回報給予寧海號與平海號輕傷，同日傍晚，第十二航空隊派遣九二艦攻6架、九五艦戰3架發動第三波攻勢，該波攻勢江陰要塞開始開火反擊，機隊朝應瑞號巡洋艦炸射，回報對其造成輕傷。
9月23日上午，發動第四波攻擊，由第十二航空隊（9架九二艦攻、12架九四艦爆、3架九五艦戰）、第十三航空隊（九六艦爆）聯合發動攻勢，機隊回報成功攻擊多艘船艦。下午，加賀號艦載機隊動用8架艦攻、8架艦爆、4架艦戰發動第五波攻擊，機隊命中3發炸彈擊沉溯江而上的平海號。9月25日，第十二航空隊動用6架九二艦攻、3架九五艦戰發動第六波攻擊，將逸仙號輕巡洋艦重創擱淺。在完成消滅中華民國海軍的任務後，加賀號結束一個月的出征於9月26日返回佐世保。中國戰場的作戰任務由鳳翔號與龍驤號接手。

### 袭击华南
返回佐世保後，加賀號全面換裝新型戰鬥機，新編制為32架九六式艦上攻擊機、16架九六式艦上轟炸機、16架九六艦戰，與少量的九五艦戰作為換裝訓練用機種；結束補給後，在10月4日加賀號出港返回中國戰場。10月6日至10月24日主要在中國戰場支援作戰。11月17日返回佐世保，11月21日出航，11月24日至29日之間對廣東省發動轟炸，12月2日返回佐世保補給。12月10日，加賀號離開佐世保，航跡從中國戰場到基隆。1937年12月12日的帕奈號事件據信亦為加賀號艦載機所為，這次戰鬥巡航任務到1938年1月21日結束。
1938年3月25日，加賀號從橫須賀港出航再度返回中國戰場，支援對廣東轟炸與廈門戰役。4月13日艦載機隊向白雲機場、廣州天河機場發動轟炸，該役與中華民國空軍第五大隊所屬28中隊、獨立第29中隊操作的格鬥士戰鬥機進行交戰，艦載機3架遭到擊墜、聲稱擊落15架。8月30日在南雄上空與三大隊、五大隊混編21架戰鬥機隊發生空戰，2架戰機未返艦、聲稱擊落20架。
1938年赤城號結束改裝工程，加賀號的旗艦任務移交回列現役後的赤城號；直到1938年11月自華南戰場返國之前，加賀號主要在華中戰場累積大量實戰經驗，雖然在多次戰鬥中戰果豐碩，但是加賀號也是日本大型軍艦中軍紀問題的典型；當時服役的甲板士官板倉光馬回憶，當他在1937年日華事件時上艦時，加賀號的水手們因為遭受大量私刑及不當管教而逃亡或自殺的人非常多。艦內也常出現日本海軍內俗稱「銀蠅」的士官兵盜竊慣犯，軍官在軍紀問題上則與敗壞者鏗瀣一氣，在橫須賀靠泊時還大肆邀約藝妓等上艦舉行宴會。由於日本軍艦適居性差、況且在預算有限的狀況下只能熱衷以精神戰力與肉體訓練彌補物質面不足，在高強度訓練及低劣後勤的凌虐下基層軍人的待遇十分悲慘，更導致基層慣用私刑等潛規則駕馭生活條件不佳的軍隊環境，導致軍紀及私刑問題在各軍艦上一直都存在，尤其以人數編制多的大型軍艦更加嚴重。
1938年12月15日，加賀號返國，被列入第二預備艦序列，進行小規模改造兼大修工程；包括更換三式攔截索、增加飛行甲板與機庫容積，1939年11月15日復役，但仍列為特別役務艦，執行船體整修，新型艦載機換裝計劃，由於進行整備之故，因此加賀號未被編入1940年10月11日進行的觀艦式序列。1940年11月15日時，加賀號艦載機計有12架零戰、24架九九艦爆、36架九六艦攻；並有18架飛機採散件方式存放作為備用機。

### 太平洋战场

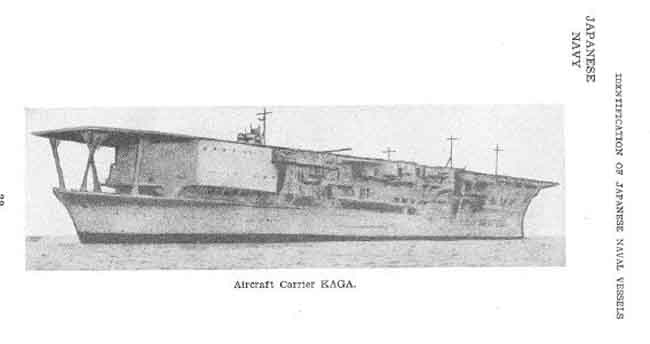
太平洋战争爆发后美军印制的加贺号识别照片

珍珠港事件前，加贺號作為6艘参战航空母舰之一，為了領取最新型的淺水用魚雷因此最慢從佐世保港出發，但直到1941年11月17日出港航至佐伯灣集合時，這100枚魚雷仍是半成品，在三菱技師趕工下，在11月下旬於擇捉島單冠灣最終集結時才完工分發給赤城、蒼龍、飛龍等艦，這100枚魚雷為日本航空艦隊在當時唯一可對珍珠港浅水区域停泊的戰艦進行水下攻擊的武器。
1941年12月7日，日本聯合艦隊按作戰计划攻擊珍珠港。加賀號在整場攻擊行動中損失最多，有15架飛機未歸，超过日軍整體損失29架的一半。
加賀號在珍珠港事件中投入的戰機
第一波攻撃
- 九七式艦上攻擊機26架（5架未歸）（水平轟炸隊14架，指揮官：飛行隊長橋口喬少校、魚雷隊12架，指揮官：分隊長北島一良上尉）
- 零戰9架（2架未歸），指揮官：分隊長志賀淑雄上尉

第二波攻撃
- 九九式艦上轟炸機26機（6架未歸），指揮官：分隊長牧野三郎上尉
- 零戰9架（2架未歸），指揮官：分隊長二階堂易上尉

珍珠港事件後，加賀號與其它航艦一同回國整補，在1942年1月12日開往楚克島，在1月19日與赤城號一同從楚克出發對拉包爾空襲，在1月21日空襲鄰近的卡维恩；2月19號協同赤城、蒼龍、飛龍號航空母艦一同空襲澳大利亞的達爾文港，但是在任務結束後於帛琉港觸礁，被迫回國修理，因此未參加印度洋空襲；維修完後原預定要進行MO作戰，但是這項任務在考慮第五航空戰隊的培育狀況因此交由翔鶴與瑞鶴執行，因此錯過了珊瑚海海戰，因為錯過多次戰役到中途島戰役前，加賀號的艦載機編制是日軍航艦部隊中最完整的滿編狀態。

## 沉没

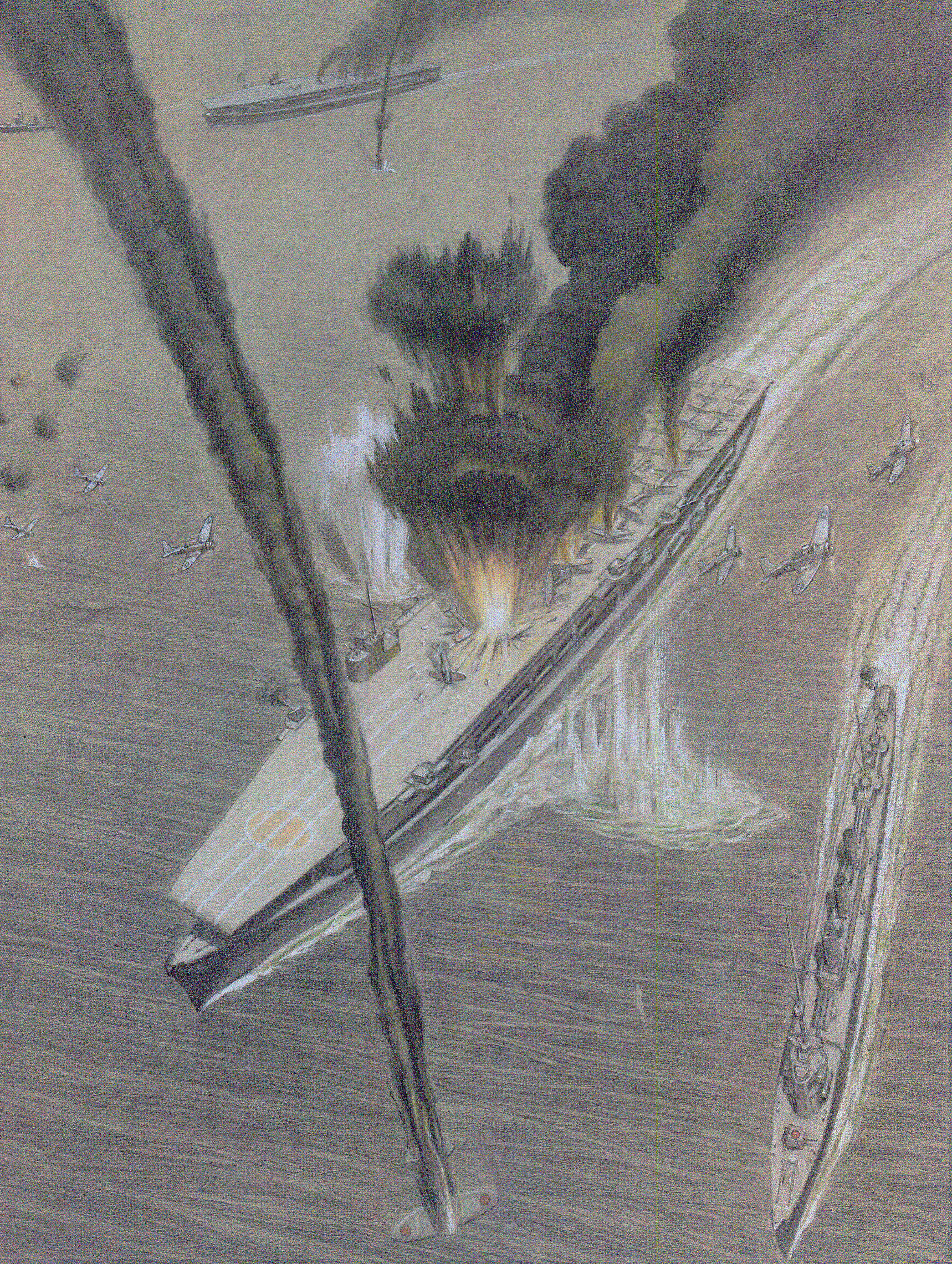
中途岛海战被擊沉

1942年6月中途岛海战中，“加贺”在發動對中途島基地的襲擊之後，在換裝艦載機武裝時，於日本時間6月5日上午7點22分被美国海军30架的SBD無畏式俯衝轟炸機突襲，加賀號迴避3發炸彈，並被4發1000磅炸彈命中，其中一發直接命中甲板上的油罐車，巨大的爆炸力直接破壞艦橋，艦長岡田次作上校以下的艦上重要幹部當場死亡；炸彈以及燃料引發的大火讓艦上狀況失控，就當時護衛加賀號的榛名號戰艦副長(堤中校)回憶至少發生7次爆炸，他們已經無法期待加賀號上還會有生存者。由於火勢無法控制，代理艦長指揮損管控制的飛行長天谷孝久在下午1點半至2點間決定放棄搶修，全體人員離艦棄船，驅逐艦萩風、舞風收容加賀號倖存者，軍艦旗，以及天皇照。下午2點50分，舞風號回報『加賀號無法航行、倖存者已收容』；下午4時26分，火勢延燒到汽油槽引發大爆炸，艦體斷成兩截不久沉入大海。
加賀號也是中途島海戰中死傷最慘重的一艘軍艦，自艦長以下共811人死亡。大部分死者是因火災而阻斷逃生通路的機關部人員，最後機關部人員只有40人存活；航空部隊相對損失較小，攻擊美軍艦隊戰死8人，因空襲而被炸死者13人，共21人(戰鬥機6人、攻擊機9人、轟炸機6人)戰死，未因轟炸損失的戰機後來轉降飛龍號繼續作戰 ，最後隨著飛龍號沉沒而報銷。
| 战前机种最大搭载量 | 九六式舰战搭载量 | 九六式舰爆搭载量 | 九六式舰攻搭载量 | 合计 |
| ------------------ | ---------------- | ---------------- | ---------------- | ---- |
| 凤翔               | 11               | 0                | 8                | 19   |
| 赤城               | 24               | 24               | 36               | 84   |
| 加贺               | 24               | 24               | 54               | 102  |
| 苍龙/飞龙          | 16               | 36               | 21               | 73   |
| 龙骧               | 12               | 0                | 26               | 38   |
| 祥凤/瑞凤          | 23               | 0                | 9                | 32   |

| 1941年机种最大搭载量 | 零式舰战21型搭载量 | 九九式舰爆搭载量 | 九七式舰攻搭载量 | 合计 |
| -------------------- | ------------------ | ---------------- | ---------------- | ---- |
| 凤翔                 | 0                  | 0                | 0                | 0    |
| 赤城                 | 20                 | 21               | 32               | 73   |
| 加贺                 | 20                 | 23               | 50               | 93   |
| 苍龙/飞龙            | 15                 | 30               | 19               | 64   |
| 龙骧                 | 11                 | 0                | 24               | 35   |
| 祥凤/瑞凤            | 18                 | 0                | 7                | 25   |
| 翔鹤/瑞鹤            | 20                 | 32               | 32               | 84   |

| 新式机最大搭载量 | 烈风搭载量 | 流星搭载量 | 合计 | 服役时间 | 水线长 | 宽幅 | 满载排水量 | 主机功率 | 类型     | 航速 |
| ---------------- | ---------- | ---------- | ---- | -------- | ------ | ---- | ---------- | -------- | -------- | ---- |
| 凤翔             | 0          | 0          | 0    | 1922.12  | 165    | 18.9 | 10500      | 30000    | 正规航母 | 25   |
| 赤城             | 20         | 49         | 69   | 1927.3   | 250.36 | 31.3 | 42750      | 133000   | 改装航母 | 31.2 |
| 加贺             | 20         | 60         | 80   | 1928.3   | 240.3  | 31.3 | 43650      | 127400   | 改装航母 | 28.3 |
| 龙骧             | 10         | 14         | 24   | 1933.5   | 175.4  | 20.8 | 13650      | 65000    | 正规航母 | 29   |
| 苍龙             | 15         | 33         | 48   | 1937.12  | 222    | 26   | 20295      | 152483   | 正规航母 | 34.9 |
| 飞龙             | 15         | 33         | 48   | 1939.7   | 222    | 26   | 21883      | 153000   | 正规航母 | 34.6 |
| 祥凤/瑞凤        | 15         | 5          | 20   | 1940.12  | 201.5  | 18.2 | 13100      | 52000    | 改装航母 | 28   |
| 翔鹤/瑞鹤        | 18         | 46         | 64   | 1941.8   | 250    | 26   | 32105      | 160000   | 正规航母 | 34   |
| 大鹰/云鹰/冲鹰   | 10         | 14         | 24   | 1941.9   | 173.7  | 22.5 | 20000      | 25200    | 特设航母 | 21   |
| 飞鹰/隼鹰        | 15         | 34         | 59   | 1942     | 215.3  | 26.7 | 29471      | 56630    | 特设航母 | 25.6 |
| 龙凤（大鲸）     | 20         | 7          | 27   | 1942.11  | 210    | 19.6 | 16700      | 52000    | 改装航母 | 26.5 |
| 千岁/千代田      | 21         | 9          | 29   | 1943     | 210    | 23   | 16700      | 56800    | 改装航母 | 29   |
| 大凤             | 18         | 44         | 62   | 1944.3   | 253    | 27.7 | 37270      | 160000   | 正规航母 | 33.3 |
| 云龙/天城        | 15         | 40         | 55   | 1944.8   | 223    | 22   | 22400      | 152000   | 正规航母 | 34   |
| 葛城/笠置        | 15         | 40         | 55   | 1944.10  | 223    | 22   | 22400      | 104000   | 正规航母 | 32   |
| 信浓             | 25         | 25         | 50   | 1944.11  | 253    | 36.3 | 71890      | 153000   | 改装航母 | 27   |
| 生驹/鞍马        | 15+        | 40+        | 55+  |          | 223    | 22   | 22400+     | 152000   | 正规航母 | 34   |

## 后续
中途岛海战以后，精锐的一航战、二航战飞行员除被分配到各个航空基地担任教官以外，也有很大一部分分给五航战。较为著名的王牌飞行员有：谷口正夫少尉（“赤城”—>“翔鹤”）、山本旭中尉（“加贺”—>“瑞凤”），大森茂高少尉（“赤城”—>“翔鹤”），菊地哲生飞曹长（“赤城”—>“翔鹤”），藤田胎与蔵少佐(“苍龙”—>“飞鹰”)，重松康弘中佐（“飞龙”—>“隼鹰”），白根斐夫中佐（“赤城”—>“瑞鹤”），原田要中尉（“苍龙”—>“飞鹰”），铃木清延飞曹长（“加贺”—>“隼鹰”），村中一夫少尉（“飞龙”—>“翔鹤”）等。
此艦的名稱日後於2015年由海上自衛隊的出雲級直升機護衛艦二號艦加賀號護衛艦繼承，與姊妹艦出雲號同為當前海上自衛隊最大型的船艦。
2019年10月18日，加贺号的残骸由「海燕号」科考船（RV Petrel）寻获，其位于海底约18,000英尺（5.4 km）深的地方，飞行甲板大部分消失，船体上生长着大量的海洋生物。

## 歷代艦長

### 艤裝員長
1. 宮村歷造 大佐（大正10年11月1日就任 - 大正11年6月25日辞任）戰艦建造中止
2. 小林省三郎 大佐（昭和2年3月10日就任）航空母艦改造
3. 河村儀一郎 大佐（昭和2年12月1日就任）

### 艦長
1. 河村儀一郎 大佐（昭和3年3月31日就任）
2. 宇野積三 大佐（昭和5年12月1日就任）
3. 大西次郎 大佐（昭和6年12月1日就任）
4. 岡田偆一 大佐（昭和7年11月15日就任）
5. 原五郎 大佐（昭和7年11月28日就任）兼任
6. 野村直邦大佐（昭和8年2月14日就任）
7. 近藤英次郎 大佐（昭和8年10月20日就任）
8. 三竝貞三 大佐（昭和9年11月15日就任）
9. 稻垣生起大佐（昭和11年12月1日就任）
10. 阿部勝雄 大佐（昭和12年12月1日就任）
11. 大野一郎 大佐（昭和13年4月25日就任）
12. 吉富説三 大佐（昭和13年12月15日就任）
13. 久保九次 大佐（昭和14年11月15日就任）
14. 山田定義 大佐（昭和15年10月15日就任）
15. 岡田次作大佐（昭和16年9月15日就任、於中途島戰死）

## 關連項目
- 大日本帝國海軍艦艇列表
- 第一航空戰隊
- 加賀號護衛艦

## 外部連結
- WW2DB: 加贺号（页面存档备份，存于）